# Équipe de Suisse de football en 1964
Cet article présente les résultats de l'équipe de Suisse de football lors de l'année 1964. En octobre, elle rencontre pour la première fois l'équipe d'Irlande du Nord.

## Bilan
|           | Nombre de matchs | Victoires | Défaites | Matchs nuls | Buts marqués | Buts encaissés |
| Domicile  | 5                | 2         | 3        | 0           | 7            | 9              |
| Extérieur | 2                | 0         | 2        | 0           | 2            | 4              |
| Neutre    | 0                | 0         | 0        | 0           | 0            | 0              |
| Total     | 7                | 2         | 5        | 0           | 9            | 13             |

## Matchs et résultats
| Match amical                              | Suisse                          | 2 - 0   | Belgique | Les Charmilles, Genève                       |                                              |
| 15 avril 1964 · Historique des rencontres | Schindelholz 39e · Bertschi 62e | (1 - 0) |          | Spectateurs : 25 000 Arbitrage : Gino Rigato | Spectateurs : 25 000 Arbitrage : Gino Rigato |
| 15 avril 1964 · Historique des rencontres | Rapport                         |         |          | Spectateurs : 25 000 Arbitrage : Gino Rigato | Spectateurs : 25 000 Arbitrage : Gino Rigato |

| Match amical                              | Suisse                                | 2 - 3   | Portugal                              | Hardturm, Zurich                             |                                              |
| 29 avril 1964 · Historique des rencontres | Lopes 39e (csc) · Eschmann 87e (pen.) | (1 - 2) | 30e Torres · 35e Simões · 49e Augusto | Spectateurs : 14 750 Arbitrage : Jean Tricot | Spectateurs : 14 750 Arbitrage : Jean Tricot |
| 29 avril 1964 · Historique des rencontres | Rapport                               |         |                                       | Spectateurs : 14 750 Arbitrage : Jean Tricot | Spectateurs : 14 750 Arbitrage : Jean Tricot |

| Match amical                                    | Suisse              | 1 - 3   | Italie                              | La Pontaise, Lausanne                       |                                             |
| 10 mai 1964 · 14h30 · Historique des rencontres | Eschmann 13e (pen.) | (1 - 2) | 6e Mazzola · 37e Corso · 55e Rivera | Spectateurs : 43 000 Arbitrage : Gyula Gere | Spectateurs : 43 000 Arbitrage : Gyula Gere |
| 10 mai 1964 · 14h30 · Historique des rencontres | Rapport             |         |                                     | Spectateurs : 43 000 Arbitrage : Gyula Gere | Spectateurs : 43 000 Arbitrage : Gyula Gere |

| Match amical                                 | Norvège                                       | 3 - 2   | Suisse         | Braan, Bergen                                      |                                                    |
| 1er juillet 1964 · Historique des rencontres | Nilsen 54e · Johansen 60e (pen.) · Larsen 85e | (0 - 2) | 28e 32e Grünig | Spectateurs : 15 000 Arbitrage : Gunnar Michaelsen | Spectateurs : 15 000 Arbitrage : Gunnar Michaelsen |
| 1er juillet 1964 · Historique des rencontres | Rapport                                       |         |                | Spectateurs : 15 000 Arbitrage : Gunnar Michaelsen | Spectateurs : 15 000 Arbitrage : Gunnar Michaelsen |

| Match amical                               | Suisse  | 0 - 2   | Hongrie        | Wankdorf, Berne                                   |                                                   |
| 4 octobre 1964 · Historique des rencontres |         | (0 - 1) | 39e 84e Albert | Spectateurs : 33 000 Arbitrage : Giulio Campanati | Spectateurs : 33 000 Arbitrage : Giulio Campanati |
| 4 octobre 1964 · Historique des rencontres | Rapport |         |                | Spectateurs : 33 000 Arbitrage : Giulio Campanati | Spectateurs : 33 000 Arbitrage : Giulio Campanati |

| Éliminatoires de la Coupe du monde 1966     | Irlande du Nord    | 1 - 0   | Suisse | Windsor Park, Belfast                           |                                                 |
| 14 octobre 1964 · Historique des rencontres | Crossan 46e (pen.) | (0 - 0) |        | Spectateurs : 35 000 Arbitrage : Hubert Burguet | Spectateurs : 35 000 Arbitrage : Hubert Burguet |
| 14 octobre 1964 · Historique des rencontres | Rapport            |         |        | Spectateurs : 35 000 Arbitrage : Hubert Burguet | Spectateurs : 35 000 Arbitrage : Hubert Burguet |

| Éliminatoires de la Coupe du monde 1966      | Suisse                 | 2 - 1   | Irlande du Nord | La Pontaise, Lausanne                          |                                                |
| 14 novembre 1964 · Historique des rencontres | Quentin 28e · Kuhn 34e | (2 - 1) | 31e Best        | Spectateurs : 23 000 Arbitrage : Paul Schiller | Spectateurs : 23 000 Arbitrage : Paul Schiller |
| 14 novembre 1964 · Historique des rencontres | Rapport                |         |                 | Spectateurs : 23 000 Arbitrage : Paul Schiller | Spectateurs : 23 000 Arbitrage : Paul Schiller |